# Emerson da Conceição
Emerson da Conceição (São Paulo, Brasil, 23 de febrero de 1986) es un futbolista brasilero. Juega de defensa y su actual equipo es el Sport Lisboa e Benfica de la Primera División de Portugal.

## Clubes
| Club             | País     | Año       |
| ---------------- | -------- | --------- |
| FC Malucelli     | Brasil   | 2005      |
| FC Malucelli     | Brasil   | 2006      |
| Lille OSC        | Francia  | 2006-2011 |
| SL Benfica       | Portugal | 2011-2012 |
| Trabzonspor      | Turquía  | 2012-2013 |
| Stade Rennais    | Francia  | 2013-2014 |
| Atlético Mineiro | Brasil   | 2014-     |

- Datos: Q553017
- Multimedia: Emerson da Conceição / Q553017